# Tratado de Nairobi sobre la protección del Símbolo Olímpico

Los anillos olímpicos denominados en el tratado como Símbolo olímpico.

El Tratado de Nairobi sobre la protección del Símbolo Olímpico es un tratado internacional adoptado el 26 de septiembre de 1981 que tiene como fin evitar que el símbolo de los anillos olímpicos sean usados o registrados como marca o signo comercial en cualquiera de los países contratantes sin autorización del Comité Olímpico Internacional. El tratado es administrado por la Organización Mundial de la Propiedad Intelectual (OMPI).
La conferencia internacional que culminó en su adopción se desarrolló del 24 al 26 de septiembre de 1981 en Nairobi, Kenia.
Hasta enero de 2024, el tratado poseía 56 países contratantes. Cualquier estado miembro de la OMPI, de la Unión de París para la Protección de la Propiedad Industrial (1883), de las Naciones Unidas o de cualquiera de los organismos especializados vinculados a las Naciones Unidas puede adherirse mediante firma del depósito de un instrumento de ratificación, aceptación o aprobación ante la OMPI.